# Wunderwaffe
Eine Wunderwaffe ist eine Waffe von außergewöhnlich großer Wirksamkeit.
Im allgemeinen Sprachgebrauch wird als Wunderwaffe auch jegliche Art sogenannter Allheilmittel bezeichnet, die eine angeblich schnelle (wundersame) Lösung eines komplexen Problems versprechen. In Heldensagen und Gedichten wird der Begriff Wunderwaffe für mythologische Schwerter wie Durendal, Excalibur, Gram, Nagelring und ähnliche Gegenstände verwendet.

## Moderne militärische „Wunderwaffen“

### 20. Jahrhundert
Der Begriff Wunderwaffe wurde von der NS-Propaganda während des Zweiten Weltkrieges für eine ganze Reihe von Wunderwaffen im Zweiten Weltkrieg verwendet. Die beabsichtigte Propagandawirkung sollte die sich abzeichnende Niederlage Deutschlands als vermeidbar erscheinen lassen. Auch der Begriff Geheimwaffe oder Vergeltungswaffe kam zur Anwendung. Die damalige unverhältnismäßige Propaganda zeigt bis in die Gegenwart Wirkung (siehe auch Reichsflugscheibe). 

### 21. Jahrhundert
Als der russische Präsident Wladimir Putin am 1. März 2018 eine ganze Reihe „unvergleichlicher“ Waffen vorstellte, wurden diese vor allem im deutschen Sprachraum als Wunderwaffen bezeichnet. In der russischen Propaganda hatten Berichte über militärische Stärke, Erfolge russischer Waffen und deren erfolgreichem Verkauf schon zuvor breiten Raum eingenommen. Laut Rüstungsexperten sei die Propagandawirkung zurzeit die größte Wirkung dieser Waffen. Unter die vom Präsidenten persönlich vorgestellten Wunderwaffen fallen die nuklear angetriebene Poseidon-Unterwasserdrohne, der nuklear angetriebene Burewestnik-Marschflugkörper mit unbeschränkter Reichweite, eine Laser-Energiewaffe namens Pereswet, der Stratosphären-Gleitflugkörper Awangard für Interkontinentalraketen sowie die mit Hyperschall fliegende Luft-Boden-Rakete vom Typ Ch-47M2 Kinschal. Letztere wurde beim Überfall auf die Ukraine 2022 bereits eingesetzt.